# Parco statale di Chugach
Il parco statale di Chugach (in inglese Chugach State Park) è un'area naturale protetta statale che copre una superficie di 2 004 chilometri quadrati, situato nell'Alaska centro-meridionale.
Sebbene si estenda principalmente nel comune di Anchorage, una piccola porzione del parco (a nord dell'area del lago Eklutna in prossimità del Pioneer Peak) si trova all'interno del distretto Matanuska-Susitna. Istituito il 6 agosto 1970 dall'allora governatore dell'Alaska Keith Miller, questo parco è stato creato per proteggere il valore paesaggistico dei monti Chugach e garantire la sicurezza dell'approvvigionamento idrico per Anchorage.
Il parco, gestito dall'Alaska State Parks, è il terzo parco statale più grande degli Stati Uniti ed è costituito da aree geograficamente disparate ognuna con attrazioni e strutture diverse. La caccia e la pesca sono consentite in base alle norme stabilite dal Dipartimento per la pesca e la caccia dell'Alaska. La pratica del bersaglio non è consentita all'interno dei confini del parco.